# 미야자키 유카
미야자키 유카(宮崎由加, 1994년 4월 2일 ~ )는 일본의 여성 아이돌 그룹 전 Juice=Juice의 리더와 최연장자이다. 연예사무소 J.P ROOM(업프런트 그룹) 소속.

## 약력
2011년
- 「스마이레지 멤버 모집 오디션」,「모닝구무스메。10기 멤버「건강표」오디션」에 응모, 모두 최종 심사까지 남지만 낙선.

2012년
- 3월,「제2회 FOREST AWARD NEW FACE 오디션」에서 장려상/사만사 타바사 상을 수상. 이 오디션에서는 오오츠카 아이의「プラネタリウム」을 피아노의 악기를 켜면서 노래함 형식으로 선보였다. 수상 이후, 격주로 도쿄에서 교습을 받았고, 5월에는 데뷔의 이야기를 듣고 있었다고 한다.
- 10월, TV 프로그램「하로! SATOYAMA 라이프」의 기획에 참여.「SATOYAMA movement」내의 신유닛「GREEN FIELDS」의 멤버로서 데뷔하였다[1]. 같은 달 28일에는 모닝구무스메。의 콘서트 투어에서 이 그룹의 최초 피로가 열렸다. 이것은 미야자키에게 첫 무대였다.

2013년
- 2월 3일, 하로프로연수생 4명과 미야자키에 의한 신유닛 결성이 발표돼 같은 달 25일에는 유닛명이「Juice=Juice」임이 발표되었다.

2018년
- 12월 21일, 2019년 봄 라이브 투어 최종일을 기해 Juice=Juice와 헬로! 프로젝트를 졸업을 발표하였다[2]. 졸업 후에도 연예 활동을 계속하게 된다.

2019년
- 6월 17일, 일본 무도관에서 행해진「하로프로 프리미엄 Juice=Juice CONCERT TOUR 2019 ~JuiceFull!!!!!!!~ FINAL 미야자키 유카 졸업 스페셜」을 기해 Juice=Juice와 헬로! 프로젝트를 졸업.
- 7월 4일, 소속 사무소 J.P ROOM에 이적.
- 7월 10일, M-line club에 가입.

2023년
- 8월 4일, 일반 남성과의 결혼을 발표[3].

## 인물
특기는 피아노, 야구의 장내 방송의 모사.

## 작품

### DVD
- Greeting ~미야자키 유카~ (2014년 4월 19일) - e-LineUP! 한정 판매

## 출연

### 콘서트 · 라이브
- M-line Special 2023 ~Magical Wish~ (2023년 6월 17일, 토다 시 문화회관, 2회 공연 · 25일, 도카이 예술극장 대홀, 2회 공연 · 7월 1일, 메르파르크 홀 오사카, 2회 공연(이상 게스트로서) · 12월 5일, 나카노 ZERO 대홀, 1회 공연 · 17일, 슈난 RISING HALL, 2회 공연 · 24일, 센다이 GIGS, 2회 공연)
- M-line Special 2024 ~Many well wishes~ (2024년 3월 3일, 시가 U-STONE, 2회 공연 · 9일, 히로시마 LIVE VANQUISH, 2회 공연 · 10일, 오카야마 CRAZYMAMA KINGDOM, 2회 공연) - 게스트로서 출연.

### 무대
- STAGE VANGUARD「악양전생」(2023년 5월 27일 · 28일, COTTON CLUB)

## 서적

### 사진집
- 미니 사진집「Greeting-Photobook-」(2016년 4월 2일, 오딧세이 출판)
- 1st 솔로 사진집「宮崎由加(Juice=Juice)ファースト写真集」(2016년 9월 24일, 오딧세이 출판)
- 2nd 솔로 사진집「繋」(2019년 5월 22일, 오딧세이 출판)

## 소속 유닛
- GREEN FIELDS (그린 필즈) (2012년 ~ )
- Juice=Juice (2013년 ~ 2019년)